# Jay Hernández
Javier Manuel Hernández Maldonado (Montebello, California; 20 de febrero de 1978) es un actor méxico-estadounidense.

## Biografía

### Inicios
Jay Hernández nació en Montebello, California. Es hijo de Isis Maldonado, secretaria y contadora, y Javier Hernández, un mecánico. Tiene una hermana menor, Amelia y dos hermanos mayores, Michael y Gabriel. Sus padres son inmigrantes mexicanos, originarios del estado de Michoacán.
Jay creció en Montebello. Asistió al Instituto Técnico Don Bosco en Rosemead, California, pero se cambió a la escuela secundaria Schurr en Montebello en su último año. Mientras estaba en un ascensor en un rascacielos en Los Ángeles, el gerente de talentos Howard Tyner se le acercó y sugirió que Hernández tenía lo necesario para hacer carrera en Hollywood. Inscribió a Hernández en la escuela de actuación y envió sus fotos a los agentes de casting.

### Carrera
De 1998 a 2000 interpretó a Antonio López en la serie de NBC Hang Time. Posteriormente alcanzó el éxito con su papel junto a Kirsten Dunst en Crazy/Beautiful. Desde entonces, ha aparecido en varias películas importantes de Hollywood, incluido el papel principal en Carlito's Way: Rise to Power, la película de terror de 2005 Hostel y World Trade Center. Hernández apareció en la película de acción y crimen Takers que se estrenó en agosto de 2010.
Hernández apareció en la precuela del crimen de 2005 Carlito's Way: Rise to Power interpretando a Carlito Brigante, el papel originado por Al Pacino en la película original de 1993 Carlito's Way.
Hernández interpretó a Paxton en Hostel de Eli Roth (2005) y su secuela de 2007, Hostel: Part II.
En 2015 apareció en Max como un sargento del ejército de los Estados Unidos asignado con el perro de rescate titular, que estaba traumatizado por la muerte de su adiestrador anterior.
En 2016 interpretó a Jessie Harkness en la película de comedia Bad Moms y como el exgánster metahumano El Diablo en la película de superhéroes Suicide Squad.
El 20 de febrero de 2018, Hernández fue elegido como Thomas Magnum en el reinicio de la serie dramática Magnum PI de CBS. La serie se estrenó el 24 de septiembre de 2018. Después de cuatro temporadas, el programa fue cancelado en mayo de 2022, antes de ser rescatado por NBC con un pedido de dos temporadas en junio.

## Filmografía
| Año  | Película                     | Personaje                  | Observaciones                          |
| ---- | ---------------------------- | -------------------------- | -------------------------------------- |
| 2000 | Living the Life              | Kikicho                    |                                        |
| 2001 | Crazy/Beautiful              | Carlos Nuñez               |                                        |
| 2001 | Joy Ride                     | Marine                     |                                        |
| 2002 | The Rookie                   | Joaquin "Wack" Campos      |                                        |
| 2004 | Torque                       | Dalton                     |                                        |
| 2004 | Ladder 49                    | Keith Perez                |                                        |
| 2004 | Friday Night Lights          | Brian Chavez               |                                        |
| 2005 | Hostel                       | Paxton Rodríguez           |                                        |
| 2005 | Carlito's Way: Rise to Power | Carlito Brigante           |                                        |
| 2006 | Nomad                        | Erali                      |                                        |
| 2006 | Karas: The Prophecy          | Nue                        | voz                                    |
| 2006 | World Trade Center           | Dominick Pezzulo           |                                        |
| 2007 | Grindhouse                   | Bobby                      | Teaser trailer segmento "Thanksgiving" |
| 2007 | Live!                        | Pablo                      |                                        |
| 2007 | Hostel: Part II              | Paxton Rodriguez           |                                        |
| 2008 | American Son                 | Junior                     |                                        |
| 2008 | Lakeview Terrace             | Detective Javier Villareal |                                        |
| 2008 | Cuarentena                   | Jake                       |                                        |
| 2008 | Nothing like the Holidays    | Ozzy                       |                                        |
| 2010 | Takers                       | Detective Eddie Hatcher    |                                        |
| 2012 | LOL                          | James                      |                                        |
| 2013 | Trooper                      | Carlos Coto                |                                        |
| 2015 | Max                          | Sargento Reyes             |                                        |
| 2015 | The Night Is Young           | Dean                       |                                        |
| 2016 | Bad Moms                     | Jessie Harkness            |                                        |
| 2016 | Escuadrón suicida            | Chato Santana / El Diablo  |                                        |
| 2017 | A Bad Moms Christmas         | Jessie Harkness            |                                        |
| 2017 | Brillante                    | Rodriguez                  |                                        |
| 2019 | Toy Story 4                  | Padre de Bonnie            | Voz                                    |
| 2023 | The Long Game                | JB Peña                    |                                        |

| Año       | Título          | Personaje        | Observaciones          |
| --------- | --------------- | ---------------- | ---------------------- |
| 1998–2000 | Hang Time       | Antonio López    | episodios desconocidos |
| 1999      | USA High        | Jose             | 1 episodio             |
| 2000      | Undressed       | Eddie            | episodios desconocidos |
| 2000      | One World       | Octavio          | 1 episodio             |
| 2002      | American Family | Cisco            | 2 episodios            |
| 2006–2007 | Six Degrees     | Carlos Green     | 14 episodios           |
| 2012      | Last Resort     | Paul Wells       | 7 episodios            |
| 2013      | Nashville       | Dante Rivas      | 6 episodios            |
| 2013      | Ghost Girls     | Agente Sanchez   | 1 episodio             |
| 2014      | Gang Related    | Daniel Acosta    | episodios desconocidos |
| 2015      | The Expanse     | Dimitri Havelock |                        |
| 2017      | Escándalo       | Curtis Pryce     | temporada 7            |
| 2018–2024 | Magnum P.I.     | Thomas Magnum    | Protagonista           |
| 2020      | Hawaii Five-0   | Thomas Magnum    | [ 11 ]                 |

## Premios y nominaciones
| Año  | Asociación               | Categoría                                  | Resultado | Trabajo         |
| ---- | ------------------------ | ------------------------------------------ | --------- | --------------- |
| 2002 | ALMA Awards              | Outstanding Actor in a Motion Picture      | Nominado  | Crazy/Beautiful |
| 2006 | Fangoria Chainsaw Awards | Dude You Don't Wanna Mess With (Best Hero) | Nominado  | Hostel          |
| 2006 | Teen Choice Awards       | Movie – Choice Scream                      | Nominado  | Hostel          |